# Murder Most Foul (песма)
Murder Most Foul је песма америчког кантаутора Боба Дилана, објављена 27. марта 2020. године. Представљала је први најавни сингл за Диланов 39. студијски албум Rough and Rowdy Ways.
Ово је прва нова ауторска песма коју је Боб Дилан објавио од 2012. године и изласка његовог 35. студијског албума Tempest. У међувремену је издао још три студијска албума са обрадама.
Murder Most Foul траје 16 минута и 57 секунди и најдужа је песма коју је Дилан икада објавио. Дужа је за 26 секунди од претходне нумере која је држала овај рекорд — Highlands са албума Time Out of Mind (1997).
Песма је већ до 2. априла 2020. била преузета са интернета преко 10.000 пута, а девет дана касније попела се на прво место Билбордове листе најпродаванијих рок песама у дигиталном формату. Занимљиво је и да је ово прва песма у Дилановом извођењу која је икада доспела на челну позицију било које Билбордове листе.